# 上松駅
上松駅（あげまつえき）は、長野県木曽郡上松町駅前通り二丁目にある、東海旅客鉄道（JR東海）中央本線の駅である。駅番号はCF29。
朝晩の時間帯に特急「しなの」の一部が停車する。

## 歴史
1975年（昭和50年）までは木曽森林鉄道が運行されていた。

### 年表
- 1910年（明治43年）10月5日：官設鉄道が須原駅から延伸した際の終着駅として開業[1][5][6]。旅客および貨物の取扱を開始[2]。
  - 10月12日：線路名称制定。中央西線の所属となる。
  - 11月15日：中央西線が木曽福島駅まで延伸し、途中駅となる[5][7]。
- 1911年（明治44年）5月1日：線路名称改定[5]。当駅を含む中央西線が中央本線に編入される[5]。
- 1951年（昭和26年）4月：鉄筋コンクリート造の現駅舎が建設される[3][8]。
- 1963年（昭和38年）11月1日：電報取扱廃止[9]。
- 1984年（昭和59年）
  - 1月15日：貨物の取扱を廃止[2]。
  - 2月1日：荷物扱い廃止[2]。
- 1985年（昭和60年）3月22日：業務委託駅となる[10]。
- 1987年（昭和62年）4月1日：国鉄分割民営化により東海旅客鉄道（JR東海）の駅となる[2][11]。
- 1992年（平成4年）11月：みどりの窓口営業開始[12]。
- 1997年（平成9年）：業務委託化。
- 2012年（平成24年）10月1日：簡易委託化[3][13]。

## 駅構造

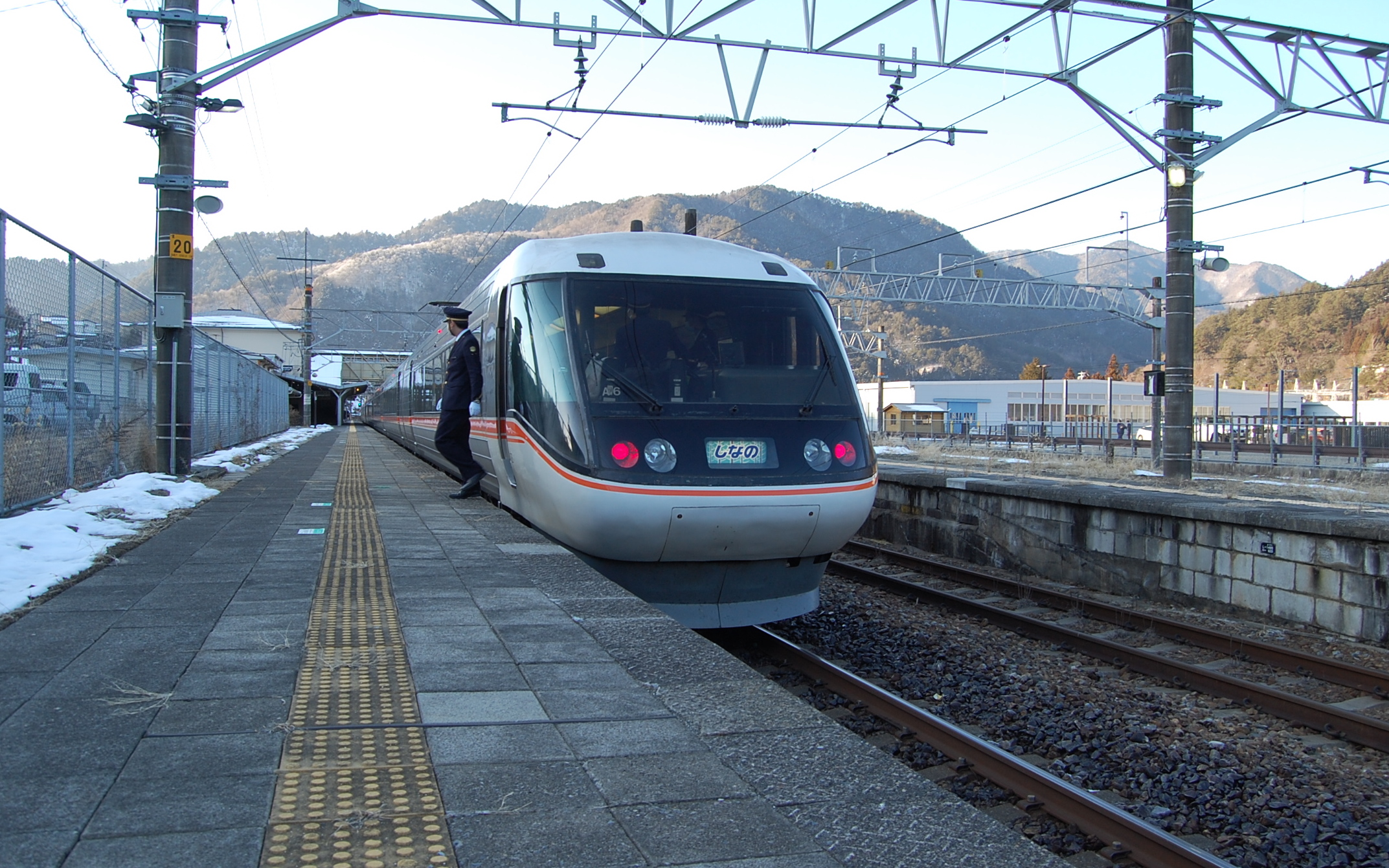
1番線に停車中の特急しなの号(2021年2月)

単式ホーム1面1線、島式ホーム1面2線の計2面3線のホームを持つ地上駅。1・3番線が本線、2番線が副本線となっており、2番線は主として特急の待ち合わせを行う普通列車や、当駅始発の下り列車が使用する。
木曽福島駅管理の簡易委託駅。かつては東海交通事業の職員が業務を担当する業務委託駅で、JR全線きっぷうりばが設置されていた。駅に隣接して町の観光案内所がある。
朝6時に当駅始発の塩尻・松本行きがある。

### のりば
| 番線 | 路線        | 方向 | 行先               | 備考           |
| ---- | ----------- | ---- | ------------------ | -------------- |
| 1    | CF 中央本線 | 上り | 中津川・名古屋方面 | 特急しなの含む |
| 2    | CF 中央本線 | 上り | 中津川・名古屋方面 | 一部列車       |
| 2    | CF 中央本線 | 下り | 木曽福島・長野方面 | 一部列車       |
| 3    | CF 中央本線 | 下り | 木曽福島・長野方面 | 特急しなの含む |

## 利用状況
「長野県統計書」によると、1日平均の乗車人員は以下の通りである。
- 2007年度 - 288人[1]
- 2009年度 - 262人[1]
- 2010年度 - 275人[3]
- 2011年度 - 267人[16]
- 2012年度 - 238人[17]
- 2013年度 - 216人[18]
- 2014年度 - 202人[19]
- 2015年度 - 189人[20]
- 2016年度 - 183人[21]
- 2017年度 - 177人[22]
- 2018年度 - 167人[23]

## 駅周辺
中山道上松宿を中心としたエリアで現在も上松町の玄関駅でもある。
駅東側に南北に長い市街地を形成している。
- 上松町役場[1]
- 木曽森林管理署
- 上松郵便局
- 八十二銀行上松支店
- 国道19号
- 寝覚の床[1]（南方へ約2km）
- 木曽の桟
- 中山道上松宿
- 赤沢森林鉄道[3]

## バス路線
- 上松町コミュニティバス
- 上松町営バス赤沢線（季節運行）

## 隣の駅
※当駅に一部が停車する特急「しなの」の隣の停車駅は、列車記事を参照のこと。
東海旅客鉄道（JR東海）
CF 中央本線
木曽福島駅 (CF30) - 上松駅 (CF29) - 倉本駅